# Neocephalopoda
Neocephalopods su grupa glavonožaca u koje spadaju koleoidi i sve izumrle vrste koje su bliže povezane sa postojećim koloidima nego sa nautilusom. U kladističkom smislu, to je ukupna grupa Coleoidea. Nasuprot tome, palcefalopoda se definiše kao sestrinska grupa neocefalopoda.

## Literatura
- Berthold, Thomas, & Engeser, Theo.  1987.  Phylogenetic analysis and systematization of the Cephalopoda (Mollusca).  Verhandlungen Naturwissenschaftlichen Vereins in Hamburg.  (NF) 29  187–220.
- Engeser, Theo.  1996.  The Position of the Ammonoidea within the Cephalopoda.  In: Ammonoid Paleobiology, Vol. 13 of Topics in Geobiology, ed. by Neil Landman et al., Plenum Press, New York.  Chapter 1, pp. 3–19.
- Gabbott, Sarah E (1999). „Orthoconic cephalopods and associated fauna from the Late Ordovician Soom Shale Lagerstätte, South Africa”. Palaeontology. 42 (1): 123—148. doi:10.1111/1475-4983.00065.
- Lehmann, Ulrich (1967). „Ammoniten mit Kieferapparat und Radula aus Lias-Geschieben”. Paläontologische Zeitschrift. 41 (1–2): 38—45. doi:10.1007/bf02998547.
- Lehmann, U., & Hillmer, G.  1980.  Wirbellose Tierre der Vorzeit Leitfaden der Systematischen Paläontologie.  Ferdinand Enke Verlag, Stuttgart, Germany, 1–340.
- Lehmann, U., & Hillmer, G.  1983.  Fossil Invertebrates.  Transl. by Janine Lettau from Lehmann & Hillmer 1980.  Cambridge University Press, New York.

## Spoljašnje veze
- The Palcephalopoda/Neocephalopoda Hypothesis, from Dr. Theo Engeser's Fossil Nautiloidea Page